# Большая Коча
Большая Коча — село в Кочёвском районе Пермского края.  
По данным Всероссийской переписи населения 2010 года, в селе проживало 538 человек (275 мужчин и 263 женщины).
| 2010 |
| ---- |
| 538  |

## География
Располагается северо-восточнее районного центра, села Кочёво, на левом берегу реки Онолва. Расстояние до районного центра составляет 20 км.

## Экономика
В селе располагается Общество с ограниченной ответственностью «Родина». Специализация предприятия - разведение молочного крупного рогатого скота, производство сырого молока.

## История
По данным на 1 июля 1963 года, в селе проживало 344 человека. Населённый пункт являлся административным центром Большекочинского сельсовета до его упразднения.

## Достопримечательности
- «Быкобой» — традиционный обряд коми-пермяков с жертвоприношением быка.

## Известные люди
В селе родилась Грибова, Любовь Степановна (1933—1986) — советская учёная-этнограф.